# 辛樹芬
辛樹芬（シン・シューフェン、1967年 - ）は、台湾の元女優。

## 経歴
『童年往事 時の流れ』のヒロインを捜していたホウ・シャオシェン監督に、台北の街中で偶然見かけられて口説き落とされてデビューした。その後、『恋恋風塵』でヒロイン役、『ナイルの娘』で主人公の少女の兄の恋人役を演じたが、その後アメリカ合衆国に移住して結婚。ホウ監督の強い希望で一時帰国して『悲情城市』に出演したが、それ以降の出演作はない。

## 出演映画
- 童年往事 時の流れ（1985年）
- 恋恋風塵（1987年）
- ナイルの娘（1987年）
- 悲情城市（1989年）